# Agrobacterium tumefaciens
Agrobacterium tumefaciens (resp. Rhizobacterium tumefaciens) je druh gramnegativní bakterie, která infikuje dvouděložné rostliny a vytváří nádory v rostlinných pletivech. Princip vzniku nádoru je založen na průniku části DNA bakterie – Ti-plazmidu (tzv. T-DNA) do rostlinné buňky a její polonáhodné začlenění do genomu rostliny. Inkorporovaná část bakteriální DNA obsahuje sadu genů, z nichž nejdůležitější jsou geny pro produkci rostlinných hormonů, které vedou k vytvoření nádoru, a geny pro produkci opinů – zvláštního typu aminokyselin, který slouží metabolismu agrobakterií jako energetický zdroj.

## Fixace dusíku
Agrobacterium tumefaciens a jemu příbuzné druhy jsou sice členem čeledi Rhizobiaceae stejně jako dusík fixující hlízkové baktérie, které žijí s rostlinami v mutualismu, ale na rozdíl od nich je čistým parazitem, který rostlinu vyčerpává a nepřináší jí žádný profit.

## Využití ve výzkumu
Jako významný vektor používaný v genetickém inženýrství bylo A. tumefaciens objektem zájmu mapovatelů genomu. Jako první byl kompletně zmapován (osekvenován) genom kmenu A. tumefaciens C58. Genom tohoto kmene obsahuje cirkulární chromozóm, 2 plazmidy a lineární chromozóm. Přítomnost kovalentně vázaného cirkulárního chromozómu je až na velmi vzácné výjimky společná všem bakteriím, ale dva velice specifické plasmidy a lineární chromozóm jsou specialitou rodu Agrobacterium. Plazmidy se označují jako pTiC58 a pAtC58.
pTiC58 obsahuje geny zodpovědné za procesy související s virulencí bakterie (tzv. „vir“ geny). Bez jeho přítomnosti nedochází k infekci a vytváření nádorů.
pAtC58 obsahuje část, která se přenáší do infikované buňky (tzv. T-DNA). Ta obsahuje geny související se syntézou rostlinných hormonů a geny pro syntézu opinů. V případě, že se ocitne v bakterii, která neobsahuje pTiC58, při konjugaci ji opouští.
Schopnost A. tumefaciens přenášet své geny do rostlinných buněk je bohatě využívána v rostlinných biotechnologiích k cílenému zanášení konkrétních genů do rostlinného genomu a vytváření tzv. transgenních rostlin. Plazmid T-DNA, který je přenášen do rostliny je ideální nástroj pro genové inženýrství, které dokáže včlenit do tohoto plazmidu vybrané geny, obvykle gen(y) pro novou žádanou vlastnost(i) plus gen, který by přispěl k identifikaci úspěšně infikovaných buněk (tzv. reportérový gen), respektive rostlinek. Za velice výhodný je považován fakt, že bakterie je organismus haploidní, které se množí nepohlavně – díky čemuž je upravený vektor stabilní – změny na něm provedené nemohou vzniknout jinak než mutací.
A. tumefaciens je taktéž objektem lékařského výzkumu, neboť způsob, jakým vnáší svůj materiál do hostitelských buněk je v mnoha ohledech podobný procesům a postupům, které využívají patogeny při inzerci svého materiálu do lidských buněk.
A. tumefaciens není jediný organismus, který způsobuje novotvary na rostlinných pletivech – viz působení parazitických členovců, resp. hálky.